# Латингтаун (Њујорк)
Латингтаун (енгл. Lattingtown) град је у америчкој савезној држави Њујорк.

## Демографија
По попису из 2010. године број становника је 1.739, што је 121 (-6,5%) становника мање него 2000. године.
| Група             | 2000.         | 2010.         |
| Белци             | 1.725 (92,7%) | 1.616 (92,9%) |
| Афроамериканци    | 11 (0,6%)     | 8 (0,5%)      |
| Азијати           | 65 (3,5%)     | 47 (2,7%)     |
| Хиспаноамериканци | 43 (2,3%)     | 41 (2,4%)     |
| Укупно            | 1.860         | 1.739         |